# Volkswagen Tipo 147 Kleinlieferwagen
El Volkswagen Tipo 147 (conocido informalmente como Fridolin) es una furgoneta producida por el fabricante de automóviles Volkswagen Vehículos Comerciales entre 1964 y 1974. La van se construyó esencialmente como vehículo utilitario para el Deutsche Bundespost, empresa estatal alemana de correos.  

## Historia
En febrero de 1962, el Servicio Postal Alemán encargó a Volkswagen el diseño de una furgoneta postal que satisficiera sus necesidades. Para reducir costes, VW partió del Escarabajo cabriolet (Tipo 15) fabricado por  Karmann como base, debido a su robustez, pero posteriormente se decantó por el Karmann Ghia (Tipo 14) en atención a su mayor anchura. El motor, la transmisión y los ejes se tomaron del Escarabajo Tipo 1; los faros, del Volkswagen Tipo 3; y el portón trasero (reducido), del Volkswagen Tipo 2.
Se acordó que  Franz Knobel & Sohn GmbH (luego denominada Westfalia-Werke) fabricaría los vehículos a instancia de VW. Se diseñaron varios prototipos hasta comenzar finalmente la producción en 1964. Si bien la mayoría de los vehículos se vendieron al Deutsche Bundespost, algunos más se despacharon también al Swiss Post (en una versión mejorada con un más potente motor 1.3 L, frenos de disco y calentador de bloque) y a Lufthansa para uso en plataforma.
Su nombre oficial era Volkswagen Tipo 147 Kleinlieferwagen (furgoneta pequeña), pero debido a su forma peculiar y desproporcionada, se le conoció cariñosamente como Fridolin. Entre 1964 y julio de 1974, se fabricaron 6139 unidades, de las cuales se conservan en la actualidad aproximadamente 200.

## Especificaciones técnicas
- Motor: 4 cilindros opuestos (Bóxer) enfriados por aire.
- Cilindrada: 1192 cc
- Potencia: 34 hp (25 kW)

### Dimensiones
- Longitud total: 3970 mm
- Altura Total: 1950 mm
- Distancia entre ejes: 2400 mm
- Peso: 935 kg